# Popland
Popland (tytuł oryg. Popland!, 2011) – kolumbijski serial młodzieżowy stworzony przez Marcelo Camaño i Claudię Bono. Wyprodukowany przez Sony Pictures Television.
Światowa premiera serialu miała miejsce 5 września 2011 roku na kanale MTV Ameryka Łacińska. Ostatni odcinek został wyemitowany 9 grudnia 2011 roku. W Polsce premiera odbyła się 28 maja 2012 roku na kanale MTV Polska.

## Opis fabuły
Telenowela opowiada o dziewczynie imieniem Carla, która pragnie zostać fotoreporterką.

## Obsada

### Główni
- Sara Cobo jako Carla Vive
- Jon Ecker jako Aaron "Ari" Morales
- Manuela González jako Katherina "K" McLean / Carla Gómez
- Ricardo Abarca jako Diego Mesán

### Drugoplanowi
- Juan Alejandro Gaviria jako Guillermo "Guille" Jope
- Pedro Pallares jako Horacio McLean / Gastón Fernández
- Sebastián Vega jako Guga Mortols
- Camila Zárate jako Trinidad "Trini" González-Catan
- Mariana Balsa jako Penélope "Peny" Cárdenas
- Biassini Segura jako Quintino Reguera
- Daniel Tovar jako Jerónimo Bolaño
- Lukas Cristo jako Danny Britone
- Giovanna del Portillo jako Fernanda Achával
- Jery Sandoval jako Nicole Martin